# Sharon Alexander
Sharon Alexander (hebreiska: שרון אלכסנדר), född 21 maj 1962, är en israelisk skådespelare.
I början av sin karriär spelade Alexander huvudsakligen roller i dramafilmer, serier eller pjäser. Det var inte förrän långt senare att han sågs i komedier.
Han arbetar också som skådespelare vid en konstakademi.

## Filmografi i urval
- 2005 – München